# Армяне в Швеции
Армяне в Швеции (швед. Armenier i Sverige, арм. Հայերը Շվեդիայում) — шведы армянского происхождения или армяне-иммигранты и их потомки, проживающие в Швеции. Число армян в стране оценивается в 13 000 человек. В последнее время в Швецию также наблюдается некоторый приток иммигрантов из Армении. Большинство шведских армян проживают в Стокгольме, значительное число — в Уппсале.

## История
Согласно шведской легенде X века, мореплаватель по имени Петрус был настолько очарован красотой армянской принцессы, что отправился в Армению и женился на ней. Следы армянского влияния видны во многих шведских литературных произведениях и рукописных документах, особенно в течение средних веков.
Официальное присутствие армян в Швеции начинается с XVIII века. Группа армян из Османской империи сопровождала шведского короля Карла XII в Швецию в 1714 году и на протяжении многих лет оставалась и интегрировалась в шведское общество. Позже многие армяне работали в посольстве Швеции в Османской империи. Среди них были Акоп Чамичоглу (Чамичян), служивший в шведском посольстве в Константинополе в начале XVIII века, и Ованес Мураджян, который занимал ключевую должность переводчика в том же посольстве в середине того же века. С годами семья Мураджян стала тесно связана со шведской дипломатической жизнью в Османской империи.
Старшие сын и внук Мураджяна Игнатий Мураджа д’Оссон и Абрахам Константин д’Оссон хорошо известны шведским историкам. Абрахам Константин Мураджа д’Оссон служил в шведском дипломатическом корпусе и в разное время находился в Испании, Голландии и Германии. Он умер в Берлине в 1851 году. Абрахам закончил свое образование в Уппсальском университете в Швеции, изучая шведскую литературу, историю, мифологию и культуру. Он работал в тесном сотрудничестве с известным шведским ученым Джоном Берцелиусом и стал почетным членом Научного союза Уппсалы в знак признания его исследований в области химии.
Жан Анастаци, армянский купец из Дамаска, служил генеральным консулом Швеции в Египте с 1828 по 1857 год. Поль Серфино (Серафян) занимал не менее важный пост в шведском посольстве в Константинополе.
Эта тенденция сохранялась на протяжении многих десятилетий. Оган Демирджян, сын Степана-бея Демирджяна, который занимал пост министра иностранных дел Египта в 1844—1853 годах и сыграл важную роль в открытии Суэцкого канала, установил тесные связи со шведской королевской семьей. Демирджян, поселившийся в Швеции и получивший подданство в 1867 году, хорошо известен в шведских академических кругах как автор двух книг о торговых отношениях и контактах между европейскими странами той эпохи и Востоком. Демирджян также построил небольшую часовню на окраине Стокгольма. Здание до сих пор существует, и архитекторы, знакомые с армянской церковной архитектурой, говорят, что его стиль интерьера, особенно арки и алтарная часть, очень близок к тому, что можно увидеть в армянских церквях по всему миру.

## Сообщество
Первоначально большинство армян прибыли в Швецию во второй половине XX века из таких стран, как Ливан, Сирия и Иран, однако некоторые мигрировали из Польши и являются членами Армянской католической церкви.
Позже к ним присоединилось большое количество армян из Ирака, которые пошли по тому же пути, что и значительное число иракских арабов, иракских курдов и иракских ассирийцев, которые выбрали Швецию, чтобы избежать политических потрясений в Ираке. Также в тот период произошла весомая волна армянских иммигрантов из Армении и России.
Армяне создали свои собственные традиционные организации, а также сформировали «Правление Союза армянских ассоциаций» в Швеции. Оменетмен также действует в Швеции как союз скаутов и также занимается спортом. Так же поступает и Армянское общество милосердия Швеции, базирующееся в Стокгольме.

## Религия
Большинство армян принадлежат к Армянской Апостольской церкви, находящейся под юрисдикцией Престола Святого Эчмиадзина. В коммуне Ботчюрка есть Совет Армянской Апостольской церкви и церковный приход. Вместе с церковью работает также членская организация молодежи церкви Аревик.
Меньшее количество человек принадлежит к Армянской католической церкви (около 150 семей). Также проводятся церковные службы в Седертелье и Тролльхеттане.